# Кизел
Ки́зел — город краевого значения в Пермском крае России. Административный центр Кизеловского городского округа. Население — ↘15 319 чел. (2023). 
Поселение возникло при Кизеловском заводе, основанном в 1784 году промышленником И. Л. Лазаревым и запущенным в 1789 году. Статус города с 1926 года. Одноимённая железнодорожная станция на ветке Чусовская — Соликамск.

## География
Город расположен в западных предгорьях Среднего Урала на реке Кизел, притоке реки Вильвы бассейна реки Яйвы, в 244 км от Перми. В городе расположены станции Обогатитель, Кизел и остановочный пункт Технический Свердловской железной дороги на ветке Чусовская — Соликамск. Через город проходит автодорога Р343 (Кунгур — Чусовой — Соликамск).
Климат
Преобладает умеренно континентальный климат.
Среднегодовое количество осадков — 630 мм.
- Среднегодовая температура воздуха — +0,3 °C
- Относительная влажность воздуха — 74,4 %
- Средняя скорость ветра — 3,2 м/с

| Показатель                            | Янв.  | Фев.  | Март | Апр. | Май | Июнь | Июль | Авг. | Сен. | Окт. | Нояб. | Дек.  | Год |
| ------------------------------------- | ----- | ----- | ---- | ---- | --- | ---- | ---- | ---- | ---- | ---- | ----- | ----- | --- |
| Средняя температура, °C               | −14,8 | −13,6 | −7,1 | 0,0  | 8,6 | 15,2 | 17,4 | 13,5 | 7,6  | 0,2  | −9,6  | −14,1 | 0,3 |
| Источник: NASA. База данных RETScreen |       |       |      |      |     |      |      |      |      |      |       |       |     |

## История
Возникновение города связано с открытием в 1750 году по рекам Кизел и Малый Кизел залежей железной руды. В 1762 году начал действовать первый рудник, в 1786 году открыто месторождение угля.
3 июля 1788 г. сдана в эксплуатацию плотина на реке Кизел. Эта дата принята за время возникновения значительного поселения на месте современного города Кизела.
В 1789 году был пущен Кизеловский завод. С 1797 года началась добыча угля на штольне Запрудной, что послужило началом эксплуатации Кизеловского угольного бассейна. В 1856 году вошла в действие первая, самая крупная в то время Старо-Коршуновская копь. Вплоть до конца 1870-х гг. каменный уголь добывался в незначительных объёмах (в 1875 г. — 1 млн. пудов). В 1879 году открыто движение по железнодорожной линии Чусовая — Соликамск, что послужило толчком для дальнейшего развития угледобычи. Кизеловские угли стали потребляться в большом количестве как самой железной дорогой, так и рядом промышленных предприятий. В 1880 г. добыча угля в Кизеловском бассейне составила 5,3 млн. пудов, в 1900 г. — 21,1 млн. По размерам угледобычи, благодаря развитию отрасли в Прикамье, Урал выдвинулся на третье место в Российской империи (после Донбасса и Польши). В 1900 г. в Кизеловском бассейне было 36 действующих шахт и штолен. Среди владельцев копей самыми крупными углепромышленниками являлись Абамелек-Лазаревы. Кизеловские копи, принадлежащие им, выделялись своим техническим уровнем, частичной механизацией и электрификацией работ. С 1898 года спуск и подъём из лазаревских шахт, водоотлив стали осуществляться с помощью электричества, а в 1908 году здесь появились первые электровозы. 
В 1924 году Кизел стал центром Кизеловского района Верхнекамского округа Уральской области РСФСР.
5 апреля 1926 года постановлением Президиума ВЦИК, Кизел из рабочего посёлка преобразован в город.
Наиболее интенсивно город развивался как центр промышленного района в 1930—1950-е годы, в Кизеле появляется ряд объектов сферы услуг, общих для всех городов Пермской области. 
К 1931 году Кизел стал городом областного подчинения. В 1934 году он включён в состав Свердловской области, а в 1938 году — в состав новообразованной Пермской области.
Каменный уголь после обогащения поставлялся на металлургические предприятия, использовался для нужд промышленности и коммунального хозяйства Пермской области и соседних регионов. В 1960 году был достигнут максимум добычи (12 млн тонн), после чего Кизеловский угольный бассейн начал приходить в упадок — в 1980 году добыча составила около 6 млн тонн, в 1990 — 3,2 млн. Основной причиной сокращения добычи была высокая себестоимость угля из-за сложных горно-геологических условий и невозможности разработки месторождений открытым способом из-за большой глубины залегания угленосных пластов.
Упадок промышленности города вызвал сокращение численности его населения в 1960—1980-х годах. В 1990-х годах, после распада системы отраслевого управления, десятилетиями дотировавшей убыточные шахты, было решено ликвидировать трест «Кизелуголь». Окончательно добыча угля была прекращена в 2000 году.
Постсоветский период истории Кизела характеризуется продолжительным кризисом промышленности. Тем не менее, имеются перспективы разработки иных, кроме угольных, месторождений полезных ископаемых Кизеловского района, а также возможность создания туристического кластера (гора Ослянка, Кизеловская пещера, Медвежья пещера и др. достопримечательности района).

## Руководители города Кизела
- Миков А.Я. (1925—1929 гг.);
- Мочалов (1931—1932 гг.);
- Замяшин (1933—1934 гг.);
- Пыхтеев (1934—1937 гг.);
- Фукалов В.А. (1937—1944 гг.);
- Назиров Д.Ф. (1944—1952 гг.);
- Зотиков К.В. (1952—1954 гг.);
- Букалов М.А. (1955—1956 гг.);
- Малинкин В.С. (1957—1961 гг.);
- Фазлыахметов С.С. (1961—1962 гг.);
- Ляпин В.А. (1962—1971 гг.);
- Игумнов Г.В. (1971—1983 гг.);
- Кириленко В.К. (1984—1990 гг.);
- Сементин А.Н. (1990—1994 гг.);
- Чистяков А.А. (1994—1996 гг.);
- Земцов Д.С. (1996—2000 гг.);
- Гаврилов А.Н. (2000—2006 гг.);
- Штэник И.Е. (2006—2010 гг.);
- Чернопиский Д.Н. (2011—2015 гг.);
- Родыгин А.В. (2016—н.в.).

## Символика города
Решением городской Думы от 31 августа 2005 года № 94 были утверждены официальные символы Кизела — флаг и герб. Герб внесён в Государственный геральдический регистр РФ под № 1965, флаг под № 1966. Герб города является гласным.

## Население
| 1897    | 1931    | 1959    | 1963    | 1967    | 1970    | 1979    | 1989    | 1992    |
| ------- | ------- | ------- | ------- | ------- | ------- | ------- | ------- | ------- |
| 4400    | ↗23 350 | ↗60 687 | ↘59 500 | ↘55 000 | ↘46 264 | ↘39 831 | ↘36 746 | ↘36 300 |
| 1996    | 1998    | 2002    | 2003    | 2005    | 2006    | 2007    | 2008    | 2009    |
| ↘33 000 | ↘30 400 | ↘23 841 | ↘23 800 | ↘22 900 | ↘22 200 | ↘21 600 | ↘21 100 | ↘20 680 |
| 2010    | 2011    | 2012    | 2013    | 2014    | 2015    | 2016    | 2017    | 2018    |
| ↘19 587 | ↗19 600 | ↘18 560 | ↘17 877 | ↘17 213 | ↘16 642 | ↘16 173 | ↘15 572 | ↘14 883 |
| 2019    | 2020    | 2021    | 2023    |         |         |         |         |         |
| ↘14 162 | ↘13 533 | ↗15 619 | ↘15 319 |         |         |         |         |         |

На 1 января 2025 года по численности населения город находился на 779-м месте из 1124 городов Российской Федерации.
К 1897 году Кизел с прилегающими землями входил в состав Кизеловской волости Соликамского уезда Пермской губернии и насчитывал 4400 человек.
Бурный рост населения Кизела пришёлся на 1930—1950-е годы и был связан с увеличением добычи угля, а также с расположением около Кизела и в самом городе ряда учреждений системы ГУЛАГа. На начало января 1953 года в Кизеловском исправительно-трудовом лагере (ИТЛ) содержалось около 23 тыс. заключённых, в дальнейшем это число значительно сократилось (хотя учреждение МВД существует в Кизеле до сих пор). На начало 1959 года из 60,7 тыс. жителей Кизела 13,8 тыс. находились по ту сторону колючей проволоки. Труд собственно заключённых на угледобыче не применялся, ряды шахтёров пополняли недавно освободившиеся и «спецпоселенцы» (на начало 1953 года — более 4 тыс. человек). Другим источником увеличения населения города (особенно в 1930-х) был приток в угольную отрасль жителей ближайших сельских районов.
Сокращение числа заключённых Кизеловского ИТЛ и падение угледобычи привели к оттоку из города примерно четверти населения уже в 1960-х годах, в дальнейшем она сокращалась в среднем на 1 тыс. человек в год. В 1989 году население Кизела составляло 36,7 тыс. жителей, в 2002 году — 23,8 тыс., на начало 2010 года число жителей города сократилось до 20,3 тыс.
По данным переписи населения 2002 года, русские составляют около 80 % населения, татары — 13 %, украинцы — 3 %. Представители других народов немногочисленны.
| Национальности | 1926   | 1926  |
| Национальности | число  | %     |
| -------------- | ------ | ----- |
| Всего          | 14 015 | 100   |
| русские        | 12 079 | 86,18 |
| татары         | 1467   | 10,46 |
| прочие         | 469    | 3,34  |

## Транспорт
Одноимённая железнодорожная станция соединяет город с Губахой, Чусовым, Березниками, Лысьвой, Соликамском, Пермью. В границах города также есть станция Обогатитель и остановочный пункт Технический (до 2021 года — 116 км).
С автовокзала города автобусы ходят в Екатеринбург, Соликамск, Лысьву, Пермь, Губаху, Горнозаводск, Яйву.

## Средства массовой информации

### Телевидение
- 38 — Первый мультиплекс
- 46 — Второй мультиплекс

### Радиостанции
- Радио России / Радио Пермского края (Молчит) - 67,67 УКВ[источник не указан 1643 дня]
- Радио России / Радио Пермского края - 105.4 FM[источник не указан 1643 дня]

## Экономика
После ликвидации основных градообразующих предприятий Кизел наряду с Гремячинском стал одним из самых промышленно депрессивных территорий в Пермском крае.
В городе закрыли молочный завод, швейная фабрика стала женской исправительной колонией, завод по производству нефтяных вышек в последнее время получает совсем мало заказов. Занятость населения обеспечивают в основном предприятия бюджетной сферы и железнодорожные предприятия.

## Экология
Состояние окружающей среды в Кизеле крайне неблагоприятное. Добыча угля в течение десятилетий велась не только без каких-либо рекультивационных мероприятий, но и даже без согласования со строительными организациями. Консервация шахт не была проведена должным образом. В результате значительная часть жилой застройки города находится в зоне риска провалов грунта. Большинство малых рек Кизела были превращены в мёртвые водоёмы сбросами кислых шахтных вод. Отвалами и терриконами занято около 15 га территории, в которых складировано более 2 млн м³ горной породы.
Геоэкологические условия на территории города Кизеловско-Губахинского промышленного узла (в районе городов Кизел, Губаха и рабочих посёлков) по совокупности факторов оцениваются как катастрофические. Несмотря на существенное влияние на данную оценку природных факторов, например, пересечение в районе города Кизела потенциально сейсмоопасных зон первой и второй категории опасности и широкое развитие суффозионно-карстовых процессов, основной вклад с состояние территории вносит техногенный фактор. Установлены обширные геохимические аномалии по всем средам с ореолами и потоками с чрезвычайно опасной степенью загрязнений, достигающих 32 ПДК (иногда более). Здесь отмечается самый высокий уровень заболеваемости населения. Эти районы классифицируются как территории с катастрофическим экологическим состоянием природной (в том числе и геологической) среды.

## Люди, связанные с городом
- Игумнов, Геннадий Вячеславович — губернатор Пермской области в 1996—2000 гг.
- Изместьев, Эдуард Анатольевич — певец, композитор, известный также по выступлениям в сценическом образе Андрей Бандера.
- Лобанов, Алексей Викторович — российский профессиональный баскетболист и тренер.
- Мазур, Игорь Михайлович — скульптор.
- Марусин, Юрий Михайлович — оперный певец.
- Матвеев, Герман Иванович — детский писатель.
- Матвеенко, Валерий Павлович — российский учёный-механик, лауреат Государственной премии России.
- Меркулов Георгий Алексеевич — шахтёр, Герой Социалистического труда.
- Сирота, Роза Абрамовна — театральный режиссёр и педагог.
- Танькова Ярослава Владимировна — российская журналистка, писательница и телеведущая.
- Шадрин, Геннадий Алексеевич — Герой Советского Союза, почётный гражданин города Кизел.
- Цейслер, Виктор Мартынович — советский и российский учёный, доктор геолого-минералогических наук, академик РАЕН, почётный разведчик недр, лауреат премии Правительства Российской Федерации.

## Достопримечательности
В городе расположены: геологический памятник природы — пещера Безгодовская и историко-природный комплекс — Кизеловская пещера; археологический памятник — палеолитическая стоянка Кизел I.
Архитектура: административное (1898 год) и производственное (1811 год) здания предприятий заводчиков Лазаревых и Абамелек-Лазаревых. В административном здании Д. И. Менделеев выступал перед мастерами, рассказывая о подземных пожарах. Здание является памятником архитектуры местного значения.
Памятники: жертвам гражданской войны и участникам Великой Отечественной войны, Герою Советского Союза К. А. Савельеву.

## Галерея
- Кизеловский завод
- Памятник павшим борцам за свободу
- Центр города
- Водонапорная башня
- Свято-Никольский храм